# Günter Frankenberg
Günter Frankenberg (* 19. Juni 1945 in Karlshafen) ist ein deutscher Rechtswissenschaftler.

## Leben
1969 erwarb Günter Frankenberg den B.A. in Government and Legal Studies am Bowdoin College in Brunswick (Maine), USA. Den juristischen Staatsexamen 1972 und 1974 in München schlossen sich zwei Promotionen an: 1978 am Institut für Sozialwissenschaften der Technischen Universität München und 1981 am Fachbereich Rechtswissenschaften an der Universität Bremen. 
1978 bis 1984 war er Wissenschaftlicher Mitarbeiter am Max-Planck-Institut zur Erforschung der Lebensbedingungen der technisch-wissenschaftlichen Welt in Starnberg. Eine Professur für Öffentliches Recht und Sozialrecht an der damaligen Fachhochschule Frankfurt am Main schloss sich unmittelbar an. Seit 1993 ist Frankenberg Professor für Öffentliches Recht, Rechtsphilosophie und Rechtsvergleichung an der Johann Wolfgang Goethe-Universität Frankfurt am Main.
Günter Frankenberg ist Mitherausgeber der Zeitschrift Kritische Justiz und Autor von Fach- und Sachbüchern. Sein besonderes Interesse gilt dem Verfassungsrecht, auch im internationalen Vergleich, sowie dem Migrationsrecht bzw. allgemeiner: dem Phänomen des Fremden in unterschiedlichen Rechtskulturen.

## Schriften (Auswahl)
- Verrechtlichung schulischer Bildung. Elemente einer Kritik und Theorie des Schulrechts. München, Techn. Univ., Diss., 1978.
- mit Ulrich Rödel: Von der Volkssouveränität zum Minderheitenschutz. Die Freiheit politischer Kommunikation im Verfassungsstaat; untersucht am Beispiel der Vereinigten Staaten von Amerika. Europäische Verlagsanstalt. Frankfurt am Main 1981. ISBN 978-3-434-00478-3
- Die Verfassung der Republik. Autorität und Solidarität in der Zivilgesellschaft. Nomos. Baden-Baden 1996. ISBN 3-7890-4139-4
- Autorität und Integration. Zur Grammatik von Recht und Verfassung. Suhrkamp. Frankfurt am Main 2003. ISBN 3-518-29222-6
- Staatstechnik. Perspektiven auf Rechtsstaat und Ausnahmezustand. Suhrkamp. Berlin 2010. ISBN 978-3-518-29568-7[2]
- Autoritarismus. Verfassungstheoretische Perspektiven. Suhrkamp. Berlin 2020. ISBN 978-3-518-29886-2.
- mit Wilhelm Heitmeyer (Hrsg.): Treiber des Autoritären. Pfade von Entwicklungen zu Beginn des 21. Jahrhunderts. Campus, Frankfurt/New York 2022. ISBN 978-3-593-51607-3.[3]